# Arvind Gaur
Arvind Gaur (अरविन्द गौड़), directeur de théâtre indien, est connu pour son travail en matière d'innovation, socialement et politiquement pertinente, dans le théâtre.

## Théâtre de travail
Le travail de Gaur traite du communalisme, des questions de castes, du féodalisme, de la violence domestique, de la criminalité d'État, du pouvoir politique, de la violence, de l'injustice, de la discrimination sociale, de l'exclusion et du racisme.
Arvind Gaur est le chef de la troupe Delhi, le plus prolifique groupe de "théâtre-Asmita". Il est également un acteur, formateur, militant social et conteur.
Gaur a reçu une bourse attribuée par le ministère du Développement des ressources humaines (Inde) (1997-98). 
Gaur a été invité à la faculté de l'université de Delhi pour le théâtre dans l'éducation. Arvind Gaur a mené de nombreux ateliers de théâtre et a joué dans divers collèges, institutions, universités et écoles en Inde et à l'étranger. Il a tenu des ateliers de théâtre pour les enfants dans les écoles et les bidonvilles ainsi que des performances de théâtre de rue sur les différentes politiques socio-groupes. Il a dirigé plus de 60 pièces de théâtre pendant plus de deux décennies.
Acteurs de cinéma - Kangna Ranaut (film - Gangster, de métro, de la mode), Deepak Dobriyal (Omkara, Shoria), Shilpa Shukla (Chak De ! India), Piyush Mishra (Dil Se, Maqbool, Jhoom Barabar Jhoom etc), Lushin Dubey, Aishveryaa Nidhi (Sydney), Tilotamma Shoma (Le Mariage des moussons), Rashi Bunny (film Duvidha), Ruth Sheard, Manu Rishi Chadha (Oye Lucky! Lucky Oye! & Mitthya film), Seema Azmi (Chak De ! India), Susan Brar (film - été 2007) ont travaillé avec Arvind Gaur.

## Direction
Arvind Gaur a mis en scène de nombreuses pièces :
- Caligula (Camus) d'Albert Camus, basée sur la vie de l'empereur romain (Caligula),
- des pièces de Girish Karnad Tughlaq,

des pièces de Bertolt Brecht du Cercle de craie caucasien, 
- des pièces d'Eugene O'Neill : Desire dans le cadre de la Elms,
- Dario Fo : la mort accidentelle d'un anarchiste,
- Samuel Beckett : "Waiting for Godot" (En attendant Godot),
- Swadesh Deepak : Cour martiale,
- Mahesh Dattani : final de Solutions, Tara et 3o jours en septembre,
- John Octanasek, le Roméo et Juliette de l'obscurité,
- Uday Prakash de Warren Hastings ka Saand,
- Harsh Mander de l'Unsuni, script par Mallika Sarabhai,
- Sans titre, "one man show" avec Lushin Dubey,
- Manjula Padmanabhan "Hidden Fires", avec Rashi Bunny,
- "A Woman Alone", en one man show avec Ruth Sheard,
- Vijay Tendulkar du Ghashiram Kotwal etc.

Arvind Gaur a également collaboré avec divers artistes de théâtre et des groupes spécialisé dans l'étude d'une nouvelle langue pour "one man show"

## Des festivals de théâtre
Arvind Gaur s'est produit dans tous les grands festivals de théâtre de l'Inde et à l'étranger, y compris international theatre -festival-ART'scene, Vaugneray, Lyon (France), Solo International Theater Festival, (Arménie), Festival international de théâtre, Nizhnevartovsk (Russie),National school of Drama Festival, Sangeet Natak Akademi, Sahitya Kala Parisad, Darpana Académie des artistes de la scène du festival Art (Ahmedabad) et Nehru Center Festival de Mumbai. 
Il a également organisé diverses pièces de théâtre en collaboration avec des organismes comme :
- Abhinay Théâtre (Paris),
- Théâtre du monde,
- le British Council,
- IHC,
- Katha, de l'Association des chercheurs britanniques (Delhi),
- Fondation Heinrich Böll,
- Fondation Times,
- Forum social asiatique, de la jeunesse et
- atteindre social mondial Forum
- etc

## Référence livre
Arvind Gaur - Une décennie dans le théâtre livre de Shri JN Kaushal, chef intérimaire, Répertoire Company, l'École nationale de théâtre Publié par l'ITI (Institut International de Théâtre) UNESCO, le chapitre indien.

## Récompenses
- Artistes 4 Changez Karmaveer Puraskaar Lauréats Noble, 2008
- Prix spécial du jury pour le meilleur jouer dans l'expérimentation de la tradition à l'International Festival de théâtre de Solo, l'Arménie, 2004
- Couleur de la Nation Award au Festival international de théâtre, Nizhnevartovsk, de la Russie pour jouer en couple de jeunes Madhavi par Rashi Bunny, 2005